# Петропавловское (Алтайский край)
Петропа́вловское — село в Алтайском крае, административный центр Петропавловского района и Петропавловского сельсовета.

## География
Село Петропавловское стоит на реке Ануй (левый приток реки Обь), к юго-востоку от Барнаула.
Петропавловское связано автомобильными трассами с Барнаулом, Бийском, Алейском, Белокурихой, районами края. Расстояние от райцентра до Барнаула 290 км. Расстояние до железнодорожных станций: Бийск - 144 км, Алейск - 145 км.

## История основания
Деревню Петропавловскую (с. Петропавловское) основали в 1777 году «поляки». Так называли старообрядцев, не признававших нововведений патриарха Никона, стремившегося установить на Руси общий порядок богослужения. Спасаясь от преследований, староверы из центральных областей России нашли приют в Польше, в Черниговской Епархии, где прожили почти 100 лет. Отсюда они были депортированы в Сибирь и были известны под названием «поляки». 

Из донесения начальника Усть-Каменогорской комендантской канцелярии Алексея Самарина командующему Сибирским казачьим войском следует: 
"…той деревни польских посельщиков сорок одной семье на обысканное ими место ведомства Бийской крепости между форпостом Антоньевским и маяком Николаевским на левую сторону Ануя против впадения в него речки Соловьихи переселиться дозволено". 
Причем в документе оговаривается, что "яровое сеять на старом месте и жить в старых домах, пока не построят новые". Документ датируется 1776 годом, заселение шло в сегодняшних границах села, в районе, именуемом "понизком". К первопоселенцам-полякам уходят корни петропавловцев и алексеевцев Очаковских, Новиковых, Казазаевых.
В следующем 1777 году по проведении переписи было установлено количество проживающих в деревне «польских посельщиков». Эта дата считалась образованием села Петропавловского.
По Указу Екатерины II надворный советник Соболев проводил ревизию местных земель, подчинявшихся Казачьей Линии и установил, что «…в деревне, вновь заселяющей Петропавловской всего польских посельщиков 117 человек» (Имеются в виду только души мужского пола).
После отмены крепостного права, в Сибирь двинулись получившие свободу крестьяне из европейской части России. Сначала переселения были тайными, но 30 июня 1865 года вышел специальный закон «О водворении в Алтайском округе крестьян». Переселенцам разрешалось поселяться в приписных селениях.
В Бийском округе нашли свою вторую родину выходцы с Воронежской, Рязанской, Тамбовской, Курской, Орловской губерний и Украины. Переселенцев направляли и в Петропавловское.
Новый поток переселенцев хлынул после столыпинских реформ. Переселенцы привезли с собой гораздо более высокую общую культуру, передовые по тем временам технологии возделывания сельскохозяйственных культур. Получил широкое распространение картофель, развивалось огородничество.
В это время появляются и представители различных профессий. В селах появились водяные и ветряные мельницы. Вместе с этими переменами среди крестьян происходит дальнейшее расслоение. Теперь уже в каждой деревне есть богатые, середняки и бедняки.
В 1892 году деревня Петропавловская имела 225 крестьянских дворов, в которых проживало 562 человека мужского пола и 698 – женского, 8500 десятин земли, из общественных заведений имелись молитвенный дом, ренсковый погреб, хлебозапасный магазин. Деревня относилась к Томской губернии Бийскому округу Сычевской волости.
В 1921 году от Петропавловского было отделено село Алексеевка. По рассказам старожилов, на церковный праздник Алексея теплого собрались мужчины села Петропавловского на усадьбе старейшего жителя Петрована Сафоновича Казазаева и решили заречную часть села отделить и назвать Алексеевкой.

## Численность населения
| 1926  | 1959  | 1970  | 1979  | 1989  | 1997  |
| ----- | ----- | ----- | ----- | ----- | ----- |
| 3197  | ↘2850 | ↘2457 | ↗2869 | ↗3129 | ↘2967 |
| 1998  | 1999  | 2000  | 2001  | 2002  | 2003  |
| ↘2927 | ↘2897 | ↗2959 | ↘2945 | ↘2919 | ↘2864 |
| 2004  | 2005  | 2006  | 2007  | 2008  | 2009  |
| ↗2868 | ↗2875 | ↘2720 | ↗2820 | ↘2706 | ↗2717 |
| 2010  | 2011  | 2012  | 2013  | 2014  | 2015  |
| ↘2642 | ↘2635 | ↗2640 | ↘2568 | ↘2553 | ↘2531 |
| 2016  | 2017  | 2018  | 2019  | 2020  | 2021  |
| ↗2568 | ↗2581 | ↘2571 | ↘2512 | ↘2470 | ↘2425 |

## Инфраструктура
В селе находятся больница и амбулатория, ремонтные предприятия, учреждения образования, библиотеки, клуб, школа, почта, вет. станция

## Телевидение
- 3 Первый канал
- 12 Россия 1
- 28 Катунь 24
- 39 Матч